# Комарицкий, Андрей Андреевич
Андрей Андреевич Комарицкий (укр. Андрій Андрійович Комарицький; род. 2 февраля 1982, Ворошиловград) — украинский футболист, вратарь.

## Биография
Первый тренер — А. С. Тарасов. В детско-юношеской футбольной лиге Украины выступал за луганский ЛВУФК. Позже играл за «Энергия» (Счастье) и «Шахтёр» (Луганск).
2000 году попал в алчевскую «Сталь». В начале играл за «Сталь-2», всего за команду провёл 53 матча. В основе «Стали» дебютировал 7 мая 2003 года в матче против ахтырского «Нефтяник-Укрнефть» (2:1). В сезоне 2004/05 помог выиграть «Стали» Первую лигу и выйти в Высшую лигу. В Высшей лиге дебютировал 12 июля 2005 года в матче против донецкого «Металлурга» (5:0). Зимой 2007 года был отдан в аренду луганской «Заре». В команде дебютировал 15 апреля 2007 года в матче против криворожского «Кривбасса» (2:1). Летом 2007 года был куплен «Зарёй». В течение сезона 2009/10 потерял место в основе, уступив его опытному новичку «Зари» Игорю Шуховцеву. В январе 2010 года прибыл на просмотр в «Александрию». В 2011 году вернулся в «Сталь».
21 марта 2015 года принял участие в товарищеском матче за сборную ЛНР против сборной Абхазии. Поединок закончился поражением (1:0). В связи с участием в матче был внесен в базу сайта «Миротворец» и включен в «черный список» Украинской ассоциации футбола, из-за чего не смог трудоустроиться в клубах на подконтрольной Украине территории

## Достижения
- Серебряный призёр Первой лиги Украины: 2012/13

## Личная жизнь
Женат, жену зовут Наталья, у них есть дочь Злата. Комарицкий имеет неполное высшее образование. Также он мастер спорта.